# Unione Sportiva Crotone 1966-1967
Questa pagina raccoglie le informazioni riguardanti l'Unione Sportiva Crotone nelle competizioni ufficiali della stagione 1966-1967.

## Rosa
| N. |                   | Ruolo | Calciatore           |
| -- | ----------------- | ----- | -------------------- |
|    | Italia (bandiera) | C     | Michele Apa          |
|    | Italia (bandiera) | C     | Adriano Birtig       |
|    | Italia (bandiera) | A     | Pietro Chiricallo    |
|    | Italia (bandiera) | A     | Giancarlo Ciabattari |
|    | Italia (bandiera) | D     | Adelmo Eufemi        |
|    | Italia (bandiera) | C     | Giorgio Fanti        |
|    | Italia (bandiera) | C     | Remo Ferradini       |
|    | Italia (bandiera) | C     | Oreste Francia       |
|    | Italia (bandiera) | C     | Gian Paolo Galuppi   |
|    | Italia (bandiera) | C     | Roberto Golfarini    |

| N. |                   | Ruolo | Calciatore           |
| -- | ----------------- | ----- | -------------------- |
|    | Italia (bandiera) | D     | Rino Mela            |
|    | Italia (bandiera) | C     | Claudio Muzzi        |
|    | Italia (bandiera) | D     | Dino Paolini         |
|    | Italia (bandiera) |       | Pinto                |
|    | Italia (bandiera) | P     | Cesare Pozzi         |
|    | Italia (bandiera) | A     | Domenico Pulvirenti  |
|    | Italia (bandiera) | A     | Pietro Rasi          |
|    | Italia (bandiera) | A     | Michele Scarfò       |
|    | Italia (bandiera) | P     | Michelangelo Sulfaro |